# Nipisat (ø, Sisimiut)
For Nipisat Loranstation på øen Qeqertarsuaq (Disko), se Nipisat Loran-station (Qeqertarsuaq).
 For alternative betydninger, se Nipisat. (Se også artikler, som begynder med Nipisat)
Nipisat ("stenbiderne") er en lille, nu ubeboet ø med historisk betydning syd for Sisimiut på Grønlands vestkyst. På øen er fundet en 4000 år gammel boplads fra Saqqaq-kulturen, og på øen lå i nogle få år omkring 1729 den ene af de dengang i alt to dansk-norske kolonier i Grønland.

## Beliggenhed
Nipisat ligger 15 km sydsydøst for Sisimiut (tidligere dansk navn: Holsteinsborg) i Qeqqata kommune, ud til Davisstrædet. Øen er en del af en gruppe små øer og skær, som ligger lige vest for øen Sarfannguit Nunataat (dansk navn: Sarfannguaqland), ved nordsiden af fjorden Ikertooqs munding. Ad søvejen er afstanden til Sisimiut 20 km og til bygden Itilleq 30 km.

## Topografi
Øen er lille og ret lav. Den er 2 km lang og ½-1 km bred med et areal på 1,4 km2.
Midt på øen ligger lavningen Naqinnersuaq, som mod nord og syd afgrænses af to bugter. I lavningen strækker nogle småsøer – hvoraf den største er 350 m lang – sig ind på øens østlige, let kuperede del.
Højden af øens højeste punkt er lidt uklar, idet ét kort anfører 28 m.o.h. og et andet, ældre kort angiver 43 m.o.h. for samme punkt på øens østlige halvdel.

## Geografisk
Havet vest for Nipisat, Davisstrædet, er isfrit hele året. Dog fryser de mere lukkede dele af fjordene til i vinterperioden.
Øens vegetation er dværgbuskhede med lave dværgbirk og arktisk pil, laver og urtevegetation.
Fjordene omkring Nipisat har et rigt dyreliv, og med sin placering mellem de to store fjorde Ikertooq og Amerloq ligger øen centralt i forhold til fangst, idet sundet Nipisat Pulariaat mellem Nipisat og naboøen Aappilattoq mod øst ofte benyttes af hvaler og sæler, som bevæger sig mellem de to fjorde. 
I lavningen Naqinnersuaqs sydvestlige del lå der i forvejen en grønlandsk boplads, da dansk-norske kolonisatorer i 1724 – på Hans Egedes initiativ – ankom til øen fra Haabets Ø og etablerede kolonien Nipisat i lavningens sydøstlige ende, ved den sydlige bugt der fungerede som koloniens havn. Der kan i området stadig ses ruiner af de grønlandske tørvehuse og koloniens rådshus, samt af det fort med kanonbatterier som blev bygget i 1729. 
Nær Nipisats sydøstlige ende ligger Illorsualik – som er ruinen af kolonien Nipisats proviantmagasin. Proviantmagasin-ruinen er 9 m bred og 32 m lang, og den danske betydning af navnet Illorsualik er da også "(stedet som er) forsynet med et anseeligt hus".

Vestligst på øen ligger næsset Karra (navnet betyder "det yderste forbjerg").

## Historie
På Nipisat fandt lederen af Sisimiuts museum i 1989 en sommerboplads fra Saqqaq-kulturen, som blev udgravet i de følgende 5 år. Resultaterne af det arkæologiske arbejde viser, at bopladsen blev benyttet regelmæssigt i perioden fra for cirka 4000 år siden og frem til omtrent 800 år f.v.t.
Se afsnittet Arkæologi nedenfor.
På øen lå i nogle få år – mellem 1724 og 1731 – kolonien Nipisat, som var den anden dansk-norske koloni i Grønland og bestod af en handels- og missionsstation og et hvalfangstanlæg, som på foranledning af missionæren Hans Egede opførtes i 1724. I sommeren 1725 – mens kolonien var midlertidigt forladt – blev dens bygninger nedbrændt af hollandske hvalfangere, som på den tid konkurrerede med Danmark-Norge om hvalfangst og handel ved Grønland.

På ordre fra kong Frederik d. 4. blev kolonien genetableret i 1729 – denne gang inklusive et fort med egen garnison, som skulle beskytte kolonien mod de hollandske hvalfangere. Kolonien blev dog allerede nedlagt i 1731 efter ordre fra den nye konge Christian d. 6., og de forladte bygninger blev efterfølgende atter brændt ned af hollandske hvalfangere.
Der blev ikke fra dansk-norsk side gjort flere forsøg på at etablere koloni på øen.
På øen er der fire europæiske grave fra midt i 1700-tallet.
Nipisat udgør den vestlige ende af et kulturelt betydningsfuldt jagtområde i Qeqqata kommune, som under navnet "Aasivissuit – Nipisat" blev optaget på UNESCO's Verdensarvsliste den 30. juni 2018.

## Arkæologi
Nipisat er også bemærkelsesværdig for fundet af en boplads, med yderst velbevaret materiale, fra den palæo-eskimoiske Saqqaq-kultur.
Saqqaq-kulturen var – som betegnelsen 'palæo-eskimoisk' angiver – en af de tidligste eskimoiske kulturer i Grønland og det øvrige Arktis, og i Grønland levede dens mennesker fra ca. år 2400 f.v.t. til cirka 800 år f.v.t.

Den arkæologiske lokalitet blev opdaget i 1989 af Finn Kramer, daværende leder af Sisimiut Museum, og i perioden 1990-1994 gennemførtes i fire somre udgravninger på i alt 206 m2.
Ved udgravningerne deltog, udover arkæologer, også interesserede borgere fra Sisimiut kommune såvel som studerende fra både Grønland og Danmark, og jævnligt kom der andre interesserede forbi og fulgte med i udgravningsarbejdet.
På baggrund af udgravningsresultaterne antager arkæologerne, at lokaliteten var en mindre sommerboplads, som blev brugt fra foråret til efteråret.
Den har været brugt relativt jævnligt af mennesker fra Saqqaq-kulturen i en sammenhængende periode på over 1200 år; fra omtrent år 2000 f.v.t. til år 800 f.v.t.  Et enkelt af fundene var en rensdyrknogle som blev dateret til perioden år 760-410 f.v.t., hvilket formindsker det tidsmæssige "hul" mellem arkæologiske fund fra den sene Saqqaq-kultur og den tidlige Dorset-kultur i Sisimiut-området.

Der er ikke i og omkring bopladsområdet fundet artefakter eller andre spor fra de senere Dorset- og Thule-kulturer.
På bopladsen er der fundet redskaber både af sten og af biologisk materiale, og en del af disse redskaber har man ikke tidligere set i forbindelse med fund af andre Saqqaq-lokaliteter.

Bopladsens biologiske materiale (knogle, tand og horn) er usædvanlig velbevaret, fordi aflejringerne har ligget mellem lag af knuste skaller fra bl.a. muslinger.(s 24)
Det righoldige biologiske materiale har gjort det muligt at lave så mange som tre og tredive C14-dateringer, hvilket gør lokaliteten til en af de bedst daterede arkæologiske fundpladser i det arktiske område.  
Der blev fundet knogler fra mindst 42 arter af fangstdyr, deriblandt:
Fugle:
| - måger (Larus spp.) - edderfugl (Somateria spp.) - gæs (Branta spp.) - ride (Rissa tridactyla) - tejst (Cepphus grylle) | - skarv (Phalacrocorax carbo) - lom (Gavia spp.) - mallemuk (Fulmarus glacialis) - fjeldrype (Lagopus muta) - ænder (Anas spp.) | - storskråpe (Puffinus gravis) - polarlomvie (Uria lomvia) - sangsvane (Cygnus cygnus) - gejrfugl (Pinguinus impennis) - ravn (Corvus corax) |

Fisk:
| - torsk (Gadus morhua) | - ulke | - fjeldørred (Salvelinus alpinus) |

Havpattedyr:
| - spættet sæl (Phoca vitulina) - hvalros (Odobenus rosmarus) - marsvin (Phocoena phocoena) - hvaler | - grønlandssæl (Pagophilus groenlandicus) - remmesæl (Erignathus barbatus) - hvidhval (Delphinapterus leucas) | - klapmyds (Cystophora cristata) - ringsæl (Pusa hispida) - isbjørn (Ursus maritimus) |

Landpattedyr:
| - rensdyr (Rangifer tarandus) | - polarræv (Vulpes lagopus) | - polarhare (Lepus arcticus) |

Saqqaq-bopladsen på Nipisat har en noget usædvanlig placering, idet den ligger cirka 50 meter fra kysten i en højde af 9 til 13 meter over havniveau. Forklaringen på denne placering så relativt langt fra kysten er, at på den tid da bopladsen blev brugt første gang lå den ganske få meter fra havet, men Sisimiut-området har været udsat for landhævning gennem årtusinder, så i tiden fra år 2000 f.v.t. til omkring år 0 faldt havniveauet cirka 10 meter i forhold til bopladsens oprindelige placering.
En del af de arkæologiske fund fra Nipisat er udstillet på museet i Sisimiut, Sisimiut Katersugaasiviat.

## Om stednavne i området og deres betydning
"Nipisat" betyder "stenbidere", og er flertals-formen af det grønlandske ord for stenbider "nipisa".
Øen har fået sit navn fordi dens form minder om fisken stenbider (Cyclopterus lumpus).
Navnet staves også "Nipisat" ifølge den gamle retskrivning fra før 1973. I skriftlige (danske/norske) kilder fra 1700-tallet skrives navnet bl.a. "Nepissene"  og "Nepesene". 

"Nipisat" udtales noget i retning af "Ni-bi-SÆT" (trykket ligger på sidste stavelse).
"Naqinnersuaq" betyder "Den store lavning" og kommer af det grønlandske ord "naqinneq", som betyder "lavning", og tilhænget "-suaq", der angiver at noget er stort.
Proviantmagasin-ruinens grønlandske navn "Illorsualik" betyder som nævnt "(stedet som er) forsynet med et anseeligt hus" og kommer af ordet "illu" som betyder "hus" og tilhænget "-(r)suaq", der angiver at noget er stort ("illorsuaq" – det store hus) samt tilhænget "-lik", som betyder "forsynet med".
Efter den gamle retskrivning fra før 1973 (den Kleinschmidt'ske retskrivning) stavedes navnet "Igdlorssualik".

Tidligere var ruinen også kendt under navnet "Illukulissuaq" ("Igdlukuligssuaq" efter den gamle retskrivning),  som betyder "den store forsynet med husruin" (af "illukoq" (husruin) samt tilhængene "-lik" (forsynet med) og "-suaq" (stor)).